# Municipio de Galesburg City
El municipio de Galesburg City (en inglés, Galesburg City Township) es un municipio del condado de Knox, Illinois, Estados Unidos. Tiene una población estimada, a mediados de 2022, de 29 255 habitantes.
Los límites del territorio municipal coinciden exactamente con los de la ciudad de Galesburg. Los miembros del Concejo Municipal actúan como trustees; el secretario de la ciudad es el secretario municipal; y el supervisor y el asesor son funcionarios electos. No es necesario un comisionado de caminos porque la ciudad mantiene las calles.

## Geografía
Está ubicado en las coordenadas 40°57′1″N 90°22′36″O / 40.95028, -90.37667. Según la Oficina del Censo de los Estados Unidos, tiene una superficie total de 46.5 km², de los cuales 46.0 km² corresponden a tierra firme y 0.5 km² están cubiertos de agua.

## Demografía
Según el censo de 2020, en ese momento había 30 052 personas residiendo en la zona. La densidad de población era de 653.45 hab./km². El 72.93% eran blancos, el 14.36% eran afroamericanos, el 0.30% eran amerindios, el 1.01% eran asiáticos, el 0.04% eran isleños del Pacífico, el 3.36% eran de otras razas y el 8.01% eran de dos o más razas. Del total de la población, el 8.49% eran hispanos o latinos de cualquier raza.